# Fright Night (film, 2011)
Pour les articles homonymes, voir Fright Night.
Pour plus de détails, voir Fiche technique et Distribution.
Fright Night ou Vampire, vous avez dit vampire ? au Québec est une comédie horrifique réalisée par Craig Gillespie, sortie en 2011. C'est le remake de Vampire, vous avez dit vampire ? de Tom Holland qui est sorti en 1985.

## Synopsis
Charley Brewster est un adolescent vivant dans la banlieue de Las Vegas dans le Nevada. Depuis que Charley sort avec la plus belle fille de l'établissement, il commence à mépriser son meilleur ami, Edward « Evil Ed » Lee. Mais celui-ci l'informe que de nombreux étudiants ont disparu, dont leur ami d'enfance Adam Johnson. Lorsque Charley rentre à la maison après l'école, sa mère, Jane, lui présente Jerry Dandrige, leur nouveau voisin. Ed après avoir affirmé que Jerry est un vampire mais Charley lui dit qu'il est fou et qu'il ne veut plus être ami. Mais Charley va peu à peu découvrir la vérité. Il va devoir se débarrasser du monstre au plus vite avant que sa mère, sa petite amie et lui ne figurent au menu de cet hématophage.

## Fiche technique
Sauf indication contraire, les informations mentionnées dans cette section peuvent être confirmées par les bases de données cinématographiques IMDb et Allociné,  présentes dans la section « Liens externes ».
- Titre original et français : Fright Night
- Titre québécois : Vampire, vous avez dit vampires ?[1]
- Réalisation : Craig Gillespie
- Scénario : Marti Noxon, d'après le scénario de Vampire, vous avez dit vampire ? de Tom Holland
- Musique : Ramin Djawadi
- Direction artistique : Randy Moore et James F. Oberlander
- Décors : Richard Bridgland
- Costumes : Susan Matheson
- Photographie : Javier Aguirresarobe
- Son : Tony Lamberti, Michael Minkler, Mark P. Stoeckinger
- Montage : Tatiana S. Riegel
- Production : Michael De Luca et Alison R. Rosenzweig
  - Production déléguée : Ray Angelic, Josh Bratman, Michael J. Gaeta et Lloyd Ivan Miller
- Sociétés de production :
  - États-Unis : Carolco Films, DreamWorks Pictures, Gaeta / Rosenzweig Films, Michael De Luca Productions et Touchstone Pictures
  - Inde : Reliance Entertainment
- Sociétés de distribution : Walt Disney Studios Motion Pictures (États-Unis, Québec) ; Reliance Entertainment (Inde) ; The Walt Disney Company France (France)
- Budget : 30 millions USD[2],[3],[4]
- Pays de production :  États-Unis[5],[N 1]
- Langues originales : anglais, ukrainien
- Format : couleur (DeLuxe) — 35 mm — 1,85:1 — son Dolby Digital / Datasat / SDDS
- Genre : comédie horrifique, action, drame
- Durée : 106 minutes
- Dates de sortie[6] :
  - États-Unis, Québec : 19 août 2011[1]
  - France : 3 septembre 2011 (Festival du cinéma américain de Deauville) ; 13 septembre 2011 (Festival européen du film fantastique de Strasbourg) ; 14 septembre 2011 (sortie nationale)[7]
- Classification[8] :
  - États-Unis : les enfants de moins de 17 ans doivent être accompagnés d'un adulte (R – Restricted)[N 2]
  - France : interdit aux moins de 12 ans[9],[N 3]
  - Québec : 13 ans et plus (horreur) (13+ / 13 years and over)[1]

## Distribution
- Anton Yelchin (VF : Donald Reignoux et VQ : Nicolas Bacon) : Charley Brewster
- Colin Farrell (VF : Boris Rehlinger et VQ : Martin Watier) : Jerry Dandridge
- Toni Collette (VF : Marjorie Frantz et VQ : Violette Chauveau (Anne Dorval en version DVD)) : Jane Brewster
- David Tennant (VF : Guillaume Lebon et VQ : Patrice Dubois) : Peter Vincent
- Imogen Poots (VF : Jessica Monceau et VQ : Sarah-Jeanne Labrosse) : Amy Peterson
- Christopher Mintz-Plasse (VF : Yoann Sover et VQ : Sébastien Reding) : « Evil » Ed Lee
- Dave Franco (VF : Thibaut Belfodil et VQ : Nicholas Savard L'Herbier) : Mark
- Reid Ewing (VQ : Hugolin Chevrette) : Ben
- Will Denton : Adam Johnson
- Lisa Loeb : la mère d'Ed Lee
- Emily Montague (VF : Hermine Regnault et VQ : Kim Jalabert) : Doris
- Chris Sarandon : Jay Dee (caméo)
- Sandra Vergara (VF : Theresa Ovidio) : Ginger
- Grace Phipps : Bee
- Dee Bradley Baker : un vampire

## Production

### Tournage
Le tournage a lieu principalement à Rio Rancho au Nouveau-Mexique.

### Bande originale
- Blank sabbath interprété par Brian de Mercia.
- Bad bad love interprété par Alexandre.
- Pumped up kicks interprété par Foster the People.
- Lokdown interprété par Lennertz and Zackary Ryan.
- vVelvet interprété par Coat Ceramic.
- The shadow interprété par Figure and Groove.
- Cough Syrup interprété par Young the Giant.
- Real housewives of New Jersey opening theme interprété par Craig Sharmat.
- Agogo interprété par Aaron R Kaplan.
- Bing up the bass interprété par Tom Torhan.
- Take 15 interprété par Aaron R Kaplan.
- Pop it up interprété par Chuck Lovejoy.
- Dark destiny interprété par Henning Lohner.
- Pursuit of Happiness interprété par Kid Cudi.
- Letting go interprété par Lupe Fiasco.
- Don't fade away interprété par Sebastian Morawiets.
- I was once a glass of thang interprété par Jet Horns.
- Restless interprété par Unkle.
- I'm a man interprété par The Blue Van.
- 99 problems interprété par Hugo.
- No one believes me interprété par Kid Cudi.

## Accueil

### Accueil critique
Il reçoit un accueil critique favorable, recueillant 72 % de critiques positives, avec une note moyenne de 6,3/10 et sur la base de 163 critiques collectées, sur le site agrégateur de critiques Rotten Tomatoes. Sur Metacritic, il obtient un score de 64/100 sur la base de 30 critiques collectées.
Le film est un semi-échec commercial, rapportant environ 41 002 000 $ au box-office mondial, dont 18 302 000 $ en Amérique du Nord, pour un budget de 30 000 000 $. En France, il a réalisé 182 702 entrées.

## Distinctions

### Récompenses
- Taurus World Stunt Awards 2012 :
  - Meilleur feu d'artifice pour Mark Aaron Wagner et Chris Brewster
  - Meilleure cascade avec du feu pour Mark Aaron Wagner et Chris Brewster

### Nominations

#### 2011
- Festival Européen du Film Fantastique de Strasbourg : séance 3D pour Craig Gillespie
- Fright Meter Awards :
  - Meilleur acteur dans un second rôle pour David Tennant
  - Meilleur maquillage
- Golden Schmoes Awards : meilleur film d'horreur de l'année
- IGN Summer Movie Awards : meilleur film d'horreur
- Rondo Hatton Classic Horror Awards : meilleur film pour Craig Gillespie

#### 2012
- Fangoria Chainsaw Awards :
  - Meilleur film à large diffusion
  - Pire film
- Golden Trailer Awards : meilleur spot télévisé d’un film d'horreur

### Sélections
- Festival du cinéma américain de Deauville 2011 : premières - hors compétition pour Craig Gillespie

## Éditions en vidéo
- En France, le film Fright Night est sorti en DVD, Blu-ray et en Blu-ray 3D + Blu-ray 2D le 22 février 2012[21],[22],[23] et en VOD le 1er février 2019[7].
- Au Québec, le film est sorti en DVD / Blu-ray le 13 décembre 2011[24].

## Commentaire
L'acteur Chris Sarandon, qui était le vampire dans le film originel, fait une petite apparition clin d'œil et bien saignante.